# Take the Heat Off Me
A Take the Heat Off Me a nyugatnémet Boney M. együttes első stúdióalbuma. Műfaja: eurodisco, megjelenés éve: 1976. A felvételi munkálatok a müncheni Union Studiosban és a frankfurti Europasound Studiosban zajlottak. Az LP eleinte nem volt különösebben sikeres még az NSZK-ban sem. A fordulatot egy televíziós fellépés jelentette: az együttes 1976. szeptember 18-án szerepelt a nyugatnémet tévé Musikladen című sikeres műsorsorozatának egyik adásában. Fellépésüknek nagy visszhangja volt, melynek eredményeként az albumról kimásolt kislemez, a Daddy Cool a következő héten már a német toplista élére került. Az LP-n megtalálható az együttes első ismert felvétele, a Baby Do You Wanna Bump, melyet a producer, Frank Farian már akkor rögzített, amikor a Boney M. hivatalosan még nem is létezett. A nagylemez 8 dalából három feldolgozás: a Sunny Bobby Hebb örökzöldje, a No Woman, No Cry Bob Marley egyik slágere, míg a Fever eredetileg Elvis Presley számára íródott. Az album címadó felvétele, illetve a Lovin’ Or Leavin’ című dal korábban már lemezre került Farian másik pártfogoltja, Gilla előadásában.

## A dalok

### „A” oldal
1. Daddy Cool (Frank Farian – George Reyam [Hans-Jörg Mayer]) 3:29
2. Take the Heat Off Me (Bigazzi) 4:47
3. Sunny (Bobby Hebb) 4:03
4. Baby Do You Wanna Bump (Zambi (Frank Farian)) 6:53

### „B” oldal
1. No Woman, No Cry (Vincent Ford – Bob Marley) 4:59
2. Fever (Eddie Cooley – John Davenport) 4:00
3. Got A Man On My Mind (Frank Farian – Fred Jay) 3:25
4. Lovin' Or Leavin' (Frank Farian – Fred Jay) 4:29

A Zambi név Frank Fariant takarja, míg George Reyam valójában Hans-Jörg Mayerrel azonos. Angliában és az Egyesült Államokban az „A” oldal 4. felvétele a Baby Do You Wanna Bump helyett Farian másik szerzeménye, a Help Help (6:05) volt. Ez a dal Gilla előadásában ugyancsak lemezre került.

## Közreműködők
- Liz Mitchell – ének (A3, B1, B2, B3), háttérvokál
- Marcia Barrett – ének (A2, B4) , háttérvokál
- Frank Farian – ének (A4), háttérvokál
- The Rhythm Machine – zenészek
- Gary Unwin – basszusgitár
- Keith Forsey – dobok
- Nick Woodland – gitár
- Thor Baldursson – billentyűs hangszerek
- Frank Farian – producer
- Steven Hammer (Stefan Klinkhammer) – keverés, felvételvezető

A közreműködők közül Gary Unwin Dee D. Jackson háziszerzőjének számított, Keith Forsey pedig Donna Summer lemezeinek elkészítésében is közreműködött. Mindkét zenész részt vett a Hot Blood nevű diszkóprojektben, akárcsak Stefan Klinkhammer és Nick Woodland.

## Különböző kiadások

### LP
- Anglia: Atlantic Records K 50314.
- Egyesült Államok: Atco Records Atco (LP) SD 36-143.
- NSZK: Hansa Records 27 573 OT.

### CD
- Németország,[1] 1994: BMG 74321 21271 2.
- Az Európai Unió és az Egyesült Államok, 2007: Sony BMG 88697-08260-2.
 Bónuszfelvételek: New York City (3:30), Perfect (Liz Mitchell 1977-es szóló kislemezének „B” oldala, 3:16)

## Kimásolt kislemezek

### Anglia

#### 7"
- Baby Do Wanna Bump (Part I) – 3:35 / Baby Do You Wanna Bump (Part II) – 3:00 (Creole Records CR 119, 1975)
- Daddy Cool – 3:27 / No Woman, No Cry – 4:59 (Atlantic Records K10827, 1976)
- Sunny – 4:01 / New York City (Farian) – 3:42 (Atlantic K10892, 1976)

#### 12"
- Daddy Cool – 3:27 / No Woman, No Cry – 5:03 (Atlantic K10827, 1976)
- Baby Do Wanna Bump (Part I) – 3:35 / Baby Do You Wanna Bump (Part II) – 3:00 (Creole CR 12119, 1978)

### Egyesült Államok

#### 7"
- Baby Do Wanna Bump (Part I) – 3:35 / Baby Do You Wanna Bump (Part II) – 3:00 (Music America International 4001 A, 1976)
- Daddy Cool – 3:27 / Lovin' Or Leavin' – 4:31 (Atco Records 7063, 1976)
- Sunny – 4:01 / New York City – 3:42 (Atco 7080, 1976)

#### 12"
- Baby Do You Wanna Bump – 7:42 / Baby Do You Wanna Bump – 7:42 (Music America International 4001 C BW, 1976)

### NSZK

#### 7"
- Baby Do Wanna Bump (Part I) – 3:35 / Baby Do You Wanna Bump (Part II) – 3:00 (Hansa Records 13 834 AT, 1975)
- Daddy Cool – 3:27 / No Woman, No Cry – 4:59 (Hansa 16 959 AT, 1976)
- Sunny – 4:01 / New York City (Farian) – 3:42 (Hansa 17 459 AT, 1976)

## Az album slágerlistás helyezései
- Anglia: 1977. április. Legmagasabb pozíció: 40. hely
- Ausztria: 1976. december 15-étől 36 hétig. Legmagasabb pozíció: 6. hely
- Hollandia: Legmagasabb pozíció: 8. hely
- NSZK: Legmagasabb pozíció: 14. hely
- Norvégia: 1976. A 45. héttől 45 hétig. Legmagasabb pozíció: 2. hely
- Svédország: 1976. november 2-től 23 hétig. Legmagasabb pozíció: 1. hely

## Legnépszerűbb slágerek
- Daddy Cool

Anglia: 1976. december. Legmagasabb pozíció: 6. hely

Ausztria: 1976. szeptember 15-étől 28 hétig. Legmagasabb pozíció: 1. hely

Egyesült Államok: Legmagasabb pozíció: 65. hely (a Hot Dance Club Play listán a legmagasabb pozíció: 11. hely)

Hollandia: Legmagasabb pozíció: 3. hely

NSZK: Legmagasabb pozíció: 1. hely

Norvégia: 1976. A 46. héttől 36 hétig. Legmagasabb pozíció: 1. hely

Svájc: 1976. október 1-jétől 20 hétig. Legmagasabb pozíció: 1. hely

Svédország: 1976. november 2-től 19 hétig. Legmagasabb pozíció: 1. hely
- Sunny

Anglia: 1977. március. Legmagasabb pozíció: 3. hely

Ausztria: 1977. január 15-étől 20 hétig. Legmagasabb pozíció: 1. hely

Hollandia: Legmagasabb pozíció: 1. hely

Írország: Legmagasabb pozíció: 4. hely

NSZK: Legmagasabb pozíció: 1. hely

Norvégia: 1977. A 4. héttől 19 hétig. Legmagasabb pozíció: 4. hely

Svájc: 1977. január 8-ától 12 hétig. Legmagasabb pozíció: 2. hely

Svédország: 1977. március 11-étől 6 hétig. Legmagasabb pozíció: 11. hely
- Baby Do You Wanna Bump

Hollandia: Legmagasabb pozíció: 14. hely
- Take the Heat Off Me
- No Woman, No Cry

## Lásd még
- Love for Sale
- Nightflight to Venus
- Oceans of Fantasy
- Boonoonoonoos
- Christmas Album
- Ten Thousand Lightyears
- Kalimba de Luna – 16 Happy Songs
- Eye Dance
- 20th Century Hits

## Külső hivatkozások
- Dalszöveg: Daddy Cool[halott link]
- Dalszöveg: Take the Heat Off Me
- Dalszöveg: Sunny[halott link]
- Dalszöveg: Baby Do You Wanna Bump[halott link]
- Dalszöveg: No Woman, No Cry
- Dalszöveg: Fever
- Dalszöveg: Got A Man On My Mind
- Dalszöveg: Lovin’ Or Leavin’
- Videó: Daddy Cool
- Videó: Sunny
- Videó: Baby Do You Wanna Bump
- Videó: No Woman, No Cry